# John McCabe
John McCabe (Commandeur in de O.B.E) (Huyton, 21 april 1939 – 13 februari 2015) was een Brits componist, muziekpedagoog en pianist.

## Levensloop
McCabe kwam al als klein kind met muziek in aanraking. Omdat hij veel ziek was, en hij toen niet naar school kon gaan, las hij veel en luisterde hij naar muziek. Ook met componeren begon hij vroeg; zo had hij al op elfjarige leeftijd 13 (jeugd-)symfonieën geschreven. Hij studeerde bij Proctor Greg (compositie) aan de Universiteit van Manchester en vanaf 1960 bij Gordon Green (piano) en bij Thomas B. Pitfield (compositie) aan het Royal Northern College of Music (RNCM). In de jaren 1964-1965 studeerde hij bij Harald Genzmer aan de Hochschule für Musik und Theater in München, waar hij in contact kwam met de muziek van Karl Amadeus Hartmann. 
Aanvankelijk werkte McCabe zowel als piano-solist alsook als componist. Als pianist speelde hij zowel eigen werk als werken van vooral eigentijdse Britse en buitenlandse componisten zoals Arnold Bax, John Corigliano, Elliott Carter (Piano Sonata), Aaron Copland (Variations), Paul Hindemith en Anton Webern (de Variaties Op.27). Vanaf 1965 was hij voor drie jaar huispianist aan de Universiteit van Cardiff. 
Van 1983 tot 1990 was hij directeur van het Royal College of Music in Londen.
Zijn carrière als componist werd meestal begeleid door het Hallé Orchestra uit Manchester. Met de violist Martin Milner verzorgde dit orkest in maart 1963 de première van zijn Vioolconcert nr. 1 (1959). Onder leiding van Maurice Handford stelde dit orkest ook zijn Variations on a Theme by Karl Amadeus Hartmann (1964) in 1965 voor. Het orkest gaf hem de opdracht voor het schrijven van zijn Symfonie nr. 1 - Elegie, die in 1965 afgesloten werd. Als componist schreef hij werken voor bijna ieder genre, van kamermuziek, werken voor orgel en piano tot muziektheaterwerken (twee opera's en zeven balletten), tot grote symfonieën en werken met vocale solisten en gemengd koor. De internationale doorbraak als componist kwam er met zijn orkestrale zangcyclus Notturni ed Alba uit 1970. Hij schreef talrijke concerten voor haast ieder instrument - en combinaties ervan - en orkest. McCabe heeft een uitstekende reputatie als componist in de Britse blaasmuziekwereld voor zijn werken voor brassbands of harmonieorkest. Zijn balletten beleefden grote successen in Duitsland, Engeland, de Verenigde Staten en Hongkong.

## Composities

### Werken voor orkest

#### Symfonieën
- 1965 · Symfonie nr. 1 - Elegie, voor orkest
  1. Prelude (Lento moderato)
  2. Dance (Allegro molto)
  3. Elegy (Adagio - Allegro vivo - Adagio)
- 1971 · Symfonie nr. 2, voor orkest
- 1978 · Symfonie nr. 3 - Hommages, voor orkest
  1. Flessible
  2. Adagio (Fantasia)
  3. Moderato (Fugue-Variations)
- 1994-1995 · Symfonie nr. 4 - Of Time and the River, voor orkest
- 1997 · Six-Minute Symphony, voor strijkorkest
- 1998 · Symphony "Edward II" (Symfonie nr. 5), voor orkest
  1. Adagio - Allegro, poco pesante - Molto pesante - Moderato - Allegro vivo
  2. Romanza: Lento espressivo - Andante - Lento espressivo
  3. The Barons: Maestoso e deciso
  4. Finale: Andante con moto - Andante, calmo - Adagio
- 2006 · Symphony on a Pavane - Symfonie nr. 6, voor orkest
- 2007 · Labyrinth - Symfonie nr. 7, voor orkest

#### Concerten voor instrumenten en orkest
- 1959 · Concert nr. 1 - Sinfonia Concertante, voor viool en orkest
- 1962 · Concerto Funèbre, voor altviool en kamerorkest
- 1965 · Kamerconcert, voor altviool, cello en orkest
- 1966 · Concert nr. 1, voor piano en orkest
- 1968 · Concertino, voor twee piano's en orkest
- 1968 · Metamorphosen, voor klavecimbel en orkest
- 1970 · Concert nr. 2 - Sinfonia Concertante, voor piano en orkest
- 1972 · Concert, voor oboe d'amore en orkest
- 1977 · Concert nr. 3 - Dialogues, voor piano en orkest
- 1977 · Concert, voor klarinet en orkest
- 1980 · Concert nr. 2, voor viool en orkest
- 1987 · Rainforest II, voor trompet en strijkorkest
- 1988 · Dubbelconcert, voor hobo, klarinet en orkest
- 1990 · Concert, voor dwarsfluit en orkest
- 1994 · Concert, voor hobo en strijkorkest
- 2003 · Les Martinets Noirs, voor twee violen en strijkorkest
- 2006 · Concert - Rainforest IV, voor hoorn en orkest
- 2007 · Concert - Songline, voor cello en orkest
- 2012 · Concert - La Primavera, voor trompet en orkest

#### Andere werken voor orkest
- 1962 · Concert, voor kamerorkest
- 1964 · Variations on a theme by Karl Amadeus Hartmann
- 1966 · Burlesque
- 1968 · Concertante Music
- 1970 · Concertante Variations on a Theme of Nicholas Maw
- 1971 · The Lion, the Witch and the Wardrobe: Suite
- 1974 · Chagall Windows
- 1976 · Mary, Queen of Scots: Ballet Suite nr. 1
- 1976 · Mary, Queen of Scots: Ballet Suite nr. 2
- 1977 · Jubilee Suite
  1. Prelude
  2. Lullaby
  3. Jig
  4. Fugue
  5. Finale
- 1979 · The Shadow of Light
- 1982 · Concert, voor orkest
- 1985 · Tuning
- 1988 · Fire at Durilgai, voor orkest
- 1991 ·  Red Leaves
- 1994 · Fizzgig
- 1998 · Pilgrim, voor dubbelstrijkorkest
- 2000 · Arthur Pendragon: Ballet Suite nr. 1
  1. Uther and the Tribes: Allegro deciso
  2. Igraine and Uther: Adagio
  3. The Tourney: Allegro vigoroso
  4. The Lovers: Lento - Andante - Presto - Moderato, pesante - Molto Allegro
- 2000 · The Golden Valley
- 2002 · Shepherd's Dream
- 2010 · Three Portraits from "Arthur"
- 2011 · A Sounding Chord

### Werken voor harmonieorkest of brassband
- 1964 · Symphony for Ten Wind Instruments
- 1970 · Canzona, voor harmonieorkest
- 1975 · Sam, voor brassband
- 1977 · Jubilee Prelude, voor groot koperensemble
- 1978 · Images, voor brassband (ook voor harmonieorkest)
- 1982 · Cloudcatcher Fells, voor brassband
- 1991 · Canyons, voor harmonieorkest
- 1991 · Rainforest III (Dandenongs), voor harmonieorkest
- 1992 · Northern Lights, voor brassband
- 1994 · Salamander, voor brassband
- 2001-2002 · The Maunsell Forts, voor brassband

### Missen en andere kerkmuziek
- 1966 · A Hymne to God the Father, voor gemengd koor
- 1966 · Canticles for Salisbury, voor gemengd koor en orgel
- 1966 · Great Lord of Lords, voor gemengd koor, hoorn, 2 trompetten, trombone, tuba, pauken en orgel
- 1968 · The Morning Watch, voor gemengd koor en orgel
- 1976 · Stabat Mater, voor sopraan, gemengd koor en orkest
- 1979 · Magnificat in C
- 1991 · Amen/Alleluia, voor achtstemmig gemengd koor
- 2003 · The Evening Watch, voor gemengd koor en orgel
- 2008 · The last and greatest Herald, voor gemengd koor en orgel

### Muziektheater

#### Opera's
| Voltooid in | titel                                             | aktes       | première                                   | libretto                                     |
| ----------- | ------------------------------------------------- | ----------- | ------------------------------------------ | -------------------------------------------- |
| 1968        | The Lion, the Witch and the Wardrobe, kinderopera | 4 bedrijven | 29 april 1969, Chetham's Hospital School   | Gerald Larner, naar het boek van C. S. Lewis |
| 1974        | The Play of Mother Courage                        | 5 scènes    | 3 oktober 1974, Middlesborough, Opera Nova | Monica Smith                                 |

#### Balletten
| Voltooid in | titel                            | aktes   | première                                                                    | libretto                                                      | choreografie       |
| ----------- | -------------------------------- | ------- | --------------------------------------------------------------------------- | ------------------------------------------------------------- | ------------------ |
| 1973        | The Teachings Of Don Juan        |         | 30 mei 1973, Manchester, Northern Dance Theatre                             | Monica Smith, naar het gelijknamige boek van Carlos Castenada |                    |
| 1975        | Mary Queen of Scots              | 2 aktes | 3 maart 1976, Glasgow, Scottish Ballet                                      |                                                               | Noel Goodwin       |
| 1978        | Shadow-Reach                     |         | 19 juni 1978, Dublin, Abbey Theatre - Irish Ballet Company                  | gebaseerd op "The Turn of the Screw" van Henry James          | Domy Reiter-Soffer |
| 1980        | Die Fenster                      |         | 16 februari 1980, Stuttgart, Staatstheater - Stuttgart Ballet Company       |                                                               | Rosemary Hellewell |
| 1994-1995   | Edward II                        | 2 aktes | 1995, Stuttgart, Württembergisches Staatstheater - Stuttgart Ballet Company |                                                               | David Bintley      |
| 1999        | Arthur, Part I: Arthur Pendragon | 2 aktes | 25 januari 2000, Birmingham, Hippodrome - Birmingham Royal Ballet           | gebaseerd op de legende van King Arthur                       | David Bintley      |
| 2001        | Arthur, Part II: Mort d'Arthur   | 2 aktes | 9 mei 2001, Londen, Sadler's Wells Theatre                                  | gebaseerd op de legende van King Arthur                       | David Bintley      |

### Vocale muziek

#### Cantates
- 1969 · This town's a corporation full of crooked streets, voor spreker, tenor, kinderkoor, gemengd koor en orkest
- 1972 · Voyage, voor sopraan, mezzosopraan, countertenor, bariton, bas, jongenskoor, gemengd koor, orgel en groot orkest
- 2004 · Songs of the Garden, voor sopraan, alt, tenor, bas, gemengd koor en orkest (of: 5 trompetten en orgel)

#### Werken voor koor
- 1967 · Aspects of Whiteness, voor gemengd koor en piano
- 1977 · Reflections of a Summer Night, voor gemengd koor en kamerorkest
- 1979-1983 · Mangan Triptych, voor gemengd koor
- 1981 · Music's Empire, voor gemengd koor en orkest
- 1986 · Scenes in America Deserta, voor mannenkoor

#### Liederen
- 1963 · Three Folk Songs, voor hoge stem, klarinet en piano
- 1970 · Notturni ed Alba, voor sopraan en orkest
- 1971 · Requiem Sequence, voor sopraan en piano
- 1973 · Das letzte Gerichte, voor zangstem en gitaar
- 1976 · Five Folk Songs, voor hoge stem, hoorn en piano
- 1994 · Irish Songbook - Part 1, voor mezzosopraan en piano
- 2005 · Gladestry Quatrains, voor sopraan en piano
- 2005 · Heloise to Abelard, voor mezzosopraan en piano
- 2011 · Silver Nocturnes - Strijkkwartet nr. 6, voor bariton en strijkkwartet

### Kamermuziek
- 1960 · Partita, voor strijkkwartet
- 1964 · Three Pieces, voor klarinet en piano
- 1966 · Fantasy, voor koperkwartet
- 1967 · Dance-Movements, voor hoorn, viool en piano
- 1968 · Rounds, voor koperkwintet
- 1969 · Concert, voor piano en blaaskwintet
- 1972 · Strijkkwartet nr. 2
- 1973-1975 · The Goddess Trilogy, voor hoorn en piano
- 1979 · Strijkkwartet nr. 3
- 1981 · Desert I : Lizard, voor dwarsfluit, hobo, klarinet, fagot en slagwerk
- 1981 · Desert II : Horizon, voor koperensemble (piccolotrompet, 2 trompetten, bugel, hoorn, 4 trombones en tuba)
- 1982 · Strijkkwartet nr. 4
- 1982 · Strijkkwartet nr. 5
- 1984 · Rainforest I, voor dwarsfluit, klarinet, glockenspiel, piano, 3 violen, altviool en 2 celli
- 1990 · Centennial Fanfare, voor koperensemble
- 1991 · Harbour With Ships "Five Impressions", voor koperkwintet
- 1991 · Postcards, voor dwarsfluit, hobo, klarinet, hoorn en fagot
- 2001 · Woman by the Sea, voor strijkkwartet en piano
- 2004-2005 · Hawk in Winter Light, voor koperkwintet
- 2012 · Strijkkwartet nr. 7 - Summer Eves

### Werken voor orgel
- 1961 · Sinfonia
- 1963 · Dies Resurrectionis
- 1964 · Johannis-Partita
- 1964 · Prelude
- 1965 · Elegy
- 1966 · Miniconcerto
- 2008 · Carol-Preludes
- 2010 · Esperanza

### Werken voor piano
- 1963 · Variations
- 1967 · Fantasy on a Theme of Liszt
- 1969 · Sostenuto - Study No 2
- 1970 · Basse Danse, voor twee piano's
- 1970 · Gaudi - Study No 3
- 1979 · Paraphrase on 'Mary, Queen of Scots' - Study No 5
- 1980 · Mosaic - Study No 6
- 1981 · Afternoons And Afterwards
- 1983 · Haydn Variations
- 1993 · Tenebrae
- 2000 · Evening Harmonies - Study No 7: Hommage à Dukas
- 2001 · Scrunch for Piano - Study No 8: Omaggio a Domenico Scarlatti
- 2003 · Snowfall in Winter - Study No 9
- 2004 · Tunstall Chimes - Study No 10: Hommage à Ravel
- 2006 · Epithalamium - Study No 11: Homage to Mussorgsky
- 2008 · Upon Entering a Painting
- 2009 · Sonata - Study No 12: Homage to Tippett

### Filmmuziek
- 1973 · Arabesque
- 1973 · Madrigal
- 1973-1975 · Sam (televisieserie)
- 1975 · Couples
- 1981 · The Good Soldier

## Publicaties
- 1974 · Bartok's Orchestral Music, A BBC Music Guide - Ariel Press. ISBN 0 563 126744
- 1986 · Haydn: Piano Sonatas, A BBC Music Guide - Ariel Press. ISBN 0 563 20481 8